# Pseudophryne australis
Pseudophryne australis és una espècie de granota que viu a Austràlia. Està amenaçada d'extinció per la pèrdua del seu hàbitat natural (principalment per la urbanització de la perifèria de la ciutat de Sydney).